# Americano (coquetel)
O americano é um coquetel cuja receita oficial, segundo a  International Bartenders Association, é composta por Campari, vermute doce, e água gaseificada. O coquetel é de origem italiana e foi servido inicialmente no bar Caffè Campari, do fabricante de bebidas Gaspare Campari, nos anos 1860. Originalmente, a bebida era conhecida como "Milano-Torino" por causa da origem dos seus ingredientes principais: o bíter Campari, de Milão e o vermute doce Punt e Mes, de Turim.

## História
Embora o nome da bebida faça referência ao continente americano, a bebida é de origem italiana. O coquetel foi criado em 1861, pelo fabricante de bebidas Gaspare Campari, no seu bar Caffè Campari, em Milão. Inicialmente, o coquetel era servido no bar com o nome de "Milano-Torino", por causa da origen dos dois principais ingredientes: o Campari vem de Milão ("Milano") e o Punt e Mes, um vermute doce também conhecido como "Vermouth di Torino", vem de Turim ("Torino"). O nome do coquetel foi modificado para Americano, porque essa receita se tornou mais popular do que a recita mais antiga com o bitter italiano amaro. Posteriormente, a bebida tornou-se popular nos Estados Unidos mesmo durante a lei seca, pois o Campari era classificado pelo governo como um produto medicinal, não como bebida alcoólica. Na década de 1920, a receita de americano deu origem a um outro coquetel, o negroni, de origem também italiana. Este coquetel, assim como o americano, tornou-se popular nos Estados Unidos e, atualmente, é consumido em todo o mundo, sendo considerada um dos "inesquecíveis".

## Receita

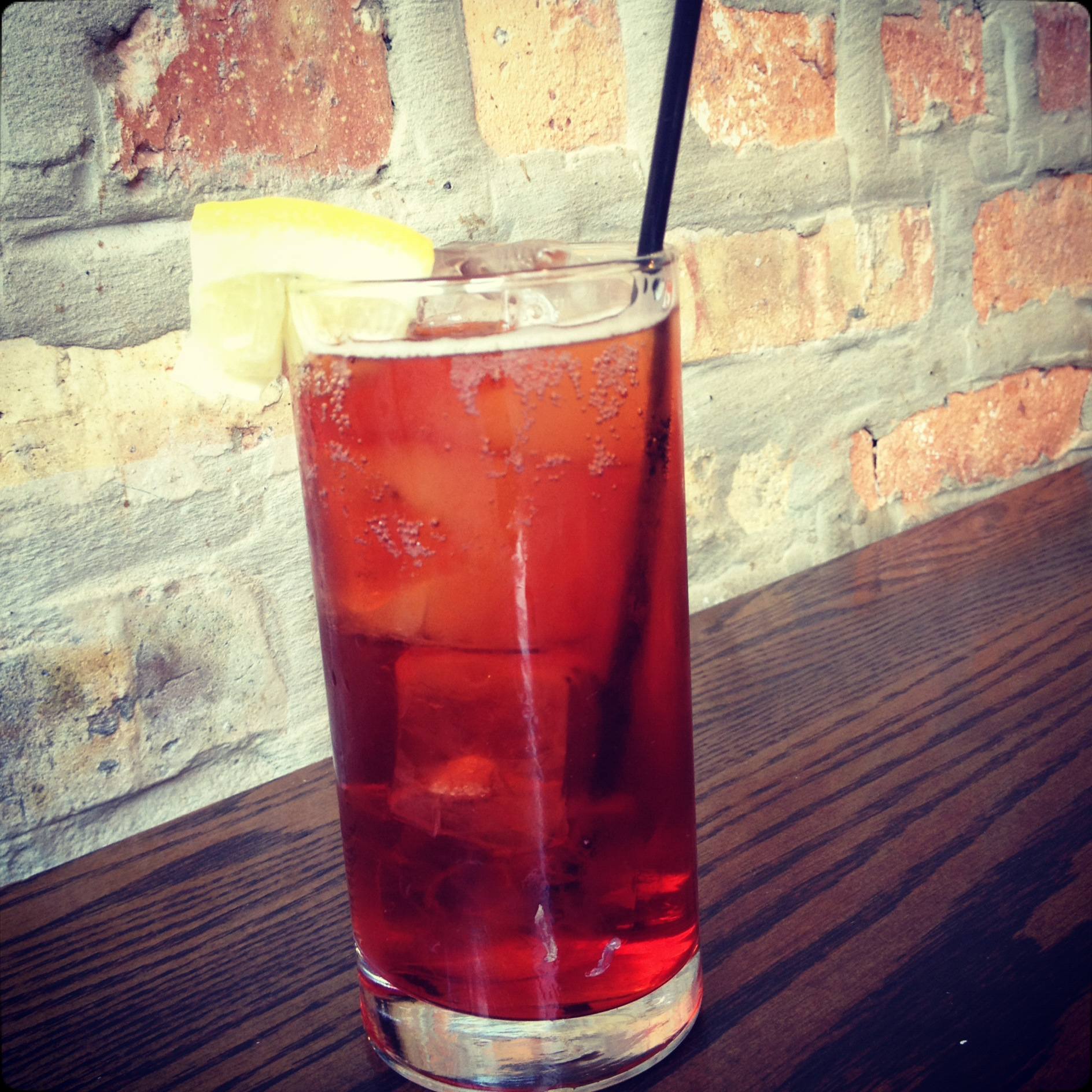
Um copo de Americano com gelo

Segundo a IBA, o coquetel é servido antes da refeição principal e é composto de
- 30 ml de Campari,
- 30 ml de Red Vermouth,
- Uma pequena porção ("splash") de água gaseificada.

Para preparar o coquetel, deve-se misturar os ingredientes diretamente num copo do tipo "old-fashioned" cheio de cubos de gelo, adicionar uma pequena porção de água gaseificada e enfeitar com meia fatia de laranja.

## Cultura popular
O coquetel foi a primeira bebida pedida por James Bond no romance de estreia Casino Royale da série de Ian Fleming. No conto From a View to a Kill do livro For Your Eyes Only, Bond escolhe um Americano como uma bebida apropriada para um mero café; sugerindo que "em um café você deve tomar o drinque menos ofensivo que uma comédia musical carrega com ela." Bond sempre exigia Perrier, pois em sua opinião, soda cara era o meio mais barato de melhorar uma bebida ruim.

## Ligações Externas
- Livro de Receitas Wikibook